# Thomas Schäfer
Pour les articles homonymes, voir Schäfer.
Thomas Schäfer, né le 22 février 1966 à Hemer et mort le 28 mars 2020 à Hochheim am Main, est un homme politique allemand membre de l'Union chrétienne-démocrate d'Allemagne (CDU).
Après avoir dirigé le cabinet du ministre régional de la Justice de Hesse, puis du Ministre-président Roland Koch, au début des années 2000, il exerce deux mandats de secrétaire d'État entre 2005 et 2010, à la suite de quoi il est nommé ministre régional des Finances dans la coalition noire-jaune dirigée par Volker Bouffier.

## Biographie

### Formation et carrière
Thomas Schäfer passe son Abitur en 1985 à Biedenkopf, puis suit pendant trois ans une formation professionnelle de banquier à la caisse d'épargne de l'arrondissement de Marbourg-Biedenkopf. Il entreprend ensuite des études supérieures de droit à l'université de Marbourg, qu'il achève en 1995 par l'obtention de son premier diplôme juridique d'État. Il commence alors à travailler comme maître de conférences de droit public et droit privé pour l'académie allemande des salariés (DAA) à Marbourg, avant de recevoir, en 1997, le second diplôme juridique d'État.
Il retourne alors à la caisse d'épargne, afin de travailler au département de l'organisation, de l'informatique, des ressources humaines et des affaires juridiques, mais démissionne en 1998 pour devenir avocat et membre du conseil d'administration de la Commerzbank à Francfort-sur-le-Main. Il renonce dans le même temps à son poste universitaire.
En 1999, il est nommé directeur de cabinet du ministre de la Justice de Hesse, Christean Wagner, obtenant cette même année son doctorat de droit, puis rejoint en 2002 la chancellerie régionale à Wiesbaden, où il prend la direction du département politique et du cabinet du Ministre-président de l'époque, Roland Koch. Il quitte ce poste trois ans plus tard.
Le 28 mars 2020, on retrouve son corps sur le quai d'une gare à Hochheim am Main, les enquêteurs privilégient la thèse du suicide. Selon Volker Bouffier, Thomas Schäfer était inquiet des répercussions économiques causées par la pandémie de maladie à coronavirus.

## Politique

### Parcours militant
Membre du comité directeur régional de la Junge Union (JU), organisation de jeunesse de la CDU/CSU, en Hesse de 1985 à 1999, Thomas Schäfer est vice-président de la CDU de l'arrondissement de Marbourg-Biedenkopf depuis 2002, et siège au comité directeur régional de la CDU depuis 2008.

### Activité institutionnelle
Thomas Schäfer entre au conseil municipal de Biedenkopf en 1985, et à l'assemblée (Kreistag) de l'arrondissement de Marbourg-Biedenkopf cinq ans plus tard, puis est élu président du groupe municipal de la CDU en 1997 pour neuf ans. Il devient secrétaire d'État du ministère régional de la Justice de Hesse en novembre 2005 par le ministre Jürgen Banzer, et démissionne du conseil municipal l'année suivante. Le 5 février 2009, il est nommé secrétaire d'État du ministère régional des Finances sous la direction du ministre de l'époque, Karlheinz Weimar.
Lorsque Volker Bouffier remplace Roland Koch comme ministre-président le 31 août 2010, Thomas Schäfer remplace Weimar comme ministre des Finances. Il est reconduit le 18 janvier 2014 dans le second gouvernement Bouffier.